# Electric Eye
«Electric Eye» es una canción de la banda británica de heavy metal Judas Priest, incluida como la segunda pista en su álbum Screaming for Vengeance de 1982. Se lanzó en el mismo año como el tercer sencillo del disco en muy pocos mercados mundiales, como en los Estados Unidos y el Reino Unido por mencionar algunos.
Fue escrita por Rob Halford, K.K. Downing y Glenn Tipton en clave de mi menor. Su letra trata acerca de un ojo eléctrico que ve todo desde el espacio y que ha sido escogido para observar a las personas. El término electric eye hace una alusión al libro 1984 de George Orwell, al ser el nombre del satélite que espiaba a la gente en dicha novela.

## Versiones
Tras su lanzamiento ha sido incluida en todas las giras de la banda desde 1982, incluyendo las giras en solitario de Rob en su banda Halford. Desde siempre la canción incluye el tema instrumental «The Hellion» como preludio en los conciertos en vivo, como si fuera una sola canción. Por su parte, también ha sido versionada por otras bandas en algunos álbumes tributos o en sus trabajos respectivos como Helloween, As I Lay Dying, Jani Lane, Iron Savior y Luzbel por mencionar algunas.
De igual manera ha sido tocada por otros artistas en sus respectivos conciertos en vivo como por Godsmack, que la interpretó junto «Victim of Changes» y «Hell Bent for Leather». También en la presentación en vivo de los premios Revolver Golden Gods, fue interpretada por Duff McKagan's Loaded junto a la voz de Corey Taylor de Slipknot y con el guitarrista de Sex Pistols, Steve Jones.

## Otras apariciones
Con el pasar de los años ha aparecido en otros medios visuales como en los videojuegos Grand Theft Auto: Vice City Stories, Rock Band, Guitar Hero Encore: Rocks the 80s y en Brutal Legend. De igual manera en 2011 fue empleada en el comercial del modelo Honda Odyssey de Honda y también es mencionada en el tema «Break in-City (Storm the Gate!)» de la película Tenacious D in The Pick of Destiny. Además dicha canción fue usada para un piloto promocional de una adaptación americana de la serie japonesa Chōdenshi Bioman de la franquicia Super Sentai Series bajo el nombre de Bio-Man, que a su vez serviría como inspiración para la futura serie y franquicia Power Rangers.

## Músicos
- Rob Halford: voz
- K.K. Downing: guitarra eléctrica
- Glenn Tipton: guitarra eléctrica
- Ian Hill: bajo
- Dave Holland: batería